# David Axelrod (Musiker)

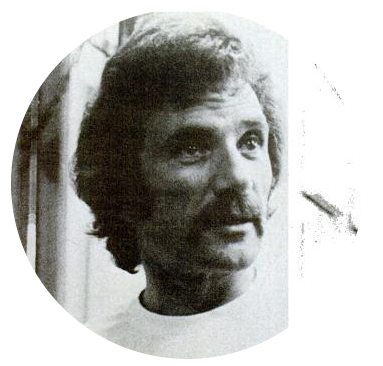
David Axelrod (1972)

David „Dave“ Axelrod (* 17. April 1931 in Hollywood; † 5. Februar 2017 in Burbank, Kalifornien) war ein US-amerikanischer Komponist, Arrangeur und Produzent. Axelrod, der für seinen pompösen Sound bekannt wurde und an der Entstehung des Soul-Jazz beteiligt war, ist im Hip-Hop viel gesampelt worden.

## Leben und Wirken

### Kindheit und Jugend
Axelrod kam 1931 als Kind von Pearl Plaskoff und dem Gewerkschaftsfunktionär Morris George Axelrod in Hollywood zur Welt. Dave wuchs in South Central, einer armen und hauptsächlich von Schwarzen bewohnten Gegend, auf. Früh interessierte sich Dave für schwarze Musik und besuchte die Jazz- und Rhythm-and-Blues-Clubs an der Central Avenue von Los Angeles.
Nach einer Zeit als Boxer und einem Intermezzo in der Marine studierte Axelrod Musik bei dem Jazz-Pianisten Gerald Wiggins, der ihm Arrangieren und das Lesen von Noten beibrachte. Er war dann als Studiomusiker tätig. Schon ab 1959 produzierte Axelrod die ersten Langspielplatten, die Hardbop-Alben Free for All von Frank Rosolino und The Fox des Jazz-Saxophonisten Harold Land.

### Produzent bei Capitol
Bald darauf bekam Axelrod eine Anstellung als ausführender Produzent bei Capitol Records, wo er unter anderem Alben des Soulsängers Lou Rawls und des Schauspielers David McCallum komponierte, arrangierte und produzierte. Für David McCallum (Solo für O.N.C.E.L.) entstand das orchestrale Instrumentalstück The Edge (das 1999 von Dr. Dre und Snoop Dogg an prominenter Stelle für The Next Episode auf dem Album 2001 gesampelt wurde).
Außerdem produzierte Axelrod von 1964 bis zu dessen Tod 1975 die Alben des Jazz-Saxophonisten Julian „Cannonball“ Adderley, darunter auch dessen größten kommerziellen Erfolg Mercy, Mercy, Mercy! Live at ‘The Club’ von 1966. Die darauf enthaltene gleichnamige Komposition Mercy, Mercy, Mercy aus der Feder des österreichischen Pianisten Joe Zawinul gilt vielen als Auftakt der neuen Musikrichtung Soul-Jazz. Weiterhin produziert er Alben von Gene Ammons und Joe Williams.
Für Capitols Psychedelic Rockband The Electric Prunes komponierte und arrangierte er 1968 deren dritte Studioplatte Mass in F minor. Das anspruchsvolle Konzeptalbum mit den gregorianischen Chorälen und dem kirchlichen Orgelspiel führte schließlich zur Auflösung und völligen Umbesetzung der Electric Prunes und musste von Studiomusikern vollendet werden. Das Stück Kyrie Eleison schaffte es in den Kultfilm Easy Rider und auf dessen Soundtrack.
Darüber hinaus veröffentlichte David Axelrod mehrere Alben unter eigenem Namen. Das Instrumentalstück Holy Thursday auf seinem eklektisch gehaltenen Debütalbum Song of Innocence geht auf eine Dichtung von William Blake zurück und wurde Axelrods bekannteste Komposition. Auch hat er für die Sesamstraße Dutzende von Songs mitgeschrieben.

### Späte Jahre
Axelrod veröffentlichte 1980 sein Album Marchin’. Nachdem sein von Jazz und Funk beeinflusster Stil in den Achtzigerjahren nicht mehr gefragt war, nahm er eine längere Pause. 1993 kehrte er mit Requiem Requiem: The Holocaust zurück. Zwei Jahre später nahm er eine Hommage an die Roots-Musik, The Big Country, auf. Die Entdeckung seines musikalischen Werks durch eine neue Generation von Musikern bescherte ihm erneute Aufmerksamkeit. Axelrods Musik wurde im Hip-Hop viel und häufig gesampelt, so von De La Soul (I Am I Be), Ghostface Killah (Stay True), Lauryn Hill (The Miseducation of …) und DJ Shadow (Midnight in a Perfect World).
2001 erschien sein letztes Album David Axelrod, an dem er seit 1969 gearbeitet hatte, 32 Jahre.

## Diskographie (Auswahl)
- 1968: Song of Innocence (Capitol Records)
- 1969: Songs of Experience (Capitol)
- 1970: Earth Rot (Capitol)
- 1971: Rock Messiah (RCA Records)
- 1972: The Auction (Decca Records)
- 1974: Heavy Axe (Fantasy Records)
- 1993: Requiem: The Holocaust (Stateside Records)
- 2001: David Axelrod (Mo' Wax)

### Arrangeur
- 1968: The Electric Prunes: Mass in F Minor (Reprise Records)
- 1968: The Electric Prunes: Release of an Oath (Reprise)
- 1974: Hampton Hawes: Northern Windows (Prestige Records)
- 1974: Gene Ammons: Brasswind (Prestige)

### Produzent
Lou Rawls
- Lou Rawls Soulin’ (Capitol 2566, 1966)
- Lou Rawls Carryin’ On! (Capitol 2632, 1967)
- Too Much! (Capitol 2713, 1967)
- That’s Lou (Capitol 2756, 1967)
- The Way It Was – The Way It Is (Capitol 215, 1969)
- Your Good Thing (Capitol 325, 1969)
- You’ve Made Me so Very Happy (Capitol 427, 1970)

David McCallum
- Music... A Part Of Me (Capitol ST 2432, 1966)
- Music... A Bit More Of Me (Capitol ST 2498, 1966)
- Music... It's Happening Now! (Capitol ST 2651, 1967)
- McCallum (Capitol ST 2748, 1968)

Cannonball Adderley
- Cannonball Adderley Live! (Capitol, 1964)
- Live Session! (Capitol, 1964)
- Cannonball Adderley's Fiddler on the Roof (Capitol, 1964)
- Mercy, Mercy, Mercy! Live at ‘The Club’ (Capitol, 1966)
- 74 Miles Away (Capitol, 1967)
- Why Am I Treated So Bad! (Capitol, 1967)
- Accent on Africa (Capitol, 1968)
- Country Preacher (Capitol, 1969)
- The Cannonball Adderley Quintet & Orchestra (Capitol, 1970)
- Love, Sex, and the Zodiac (Capitol, 1970)
- The Price You Got to Pay to Be Free (Capitol, 1970)
- Soul Zodiac (Capitol, 1972)
- The Happy People (Capitol, 1972)
- The Black Messiah (Capitol, 1972)
- Music You All (Capitol, 1976)

### Musikbeispiele
- David Axelrod: Holy Thursday (Instrumental) auf YouTube
- David McCallum: The Edge (Instrumental) auf YouTube
- David Axelrod: You’re So Vain auf YouTube

## Einzelbelege
1. ↑  Heavy Axe: A Guide to David Axelrod auf Red Bull Music Academy Daily.
2. 1 2 3  David Axelrod, Music Producer Who Bridged Genres, Dies at 85, Nachruf der New York Times vom 16. Februar 2017. (englisch)
3. ↑  Christoph Dallach: Musik: David Axelrod In: Der Spiegel. 29. Oktober 2001.
4. ↑  Eothen Alapatt: The David Axelrod interview from Big Daddy magazine (Memento vom 30. Juni 2017 im Internet Archive) auf WaxPoetics.com. (englisch)
5. ↑  David Axelrod, Influential Producer and Composer, Dead at 83, Nachruf auf rollingstone.com vom 6. Februar 2017.
6. ↑  David Axelrod - David Axelrod | Album | AllMusic. Abgerufen am 3. Oktober 2024 (englisch).
7. ↑  Which album took the longest time to record? 1. Oktober 2024, abgerufen am 3. Oktober 2024 (amerikanisches Englisch).

| Personendaten    | Personendaten                                        |
| ---------------- | ---------------------------------------------------- |
| NAME             | Axelrod, David                                       |
| ALTERNATIVNAMEN  | Axelrod, Dave                                        |
| KURZBESCHREIBUNG | US-amerikanischer Komponist, Arrangeur und Produzent |
| GEBURTSDATUM     | 17. April 1931                                       |
| GEBURTSORT       | Los Angeles                                          |
| STERBEDATUM      | 5. Februar 2017                                      |
| STERBEORT        | Burbank, Kalifornien                                 |